# Пандемија грипа A (H1N1) 2009.
| 50.000+ потврђених случајева 5.000+ потврђених случајева 500+ потврђених случајева | 50+ потврђених случајева 5+ потврђених случајева 1+ потврђен случај |

Пандемија грипа A (H1N1) 2009. познатија као свињски грип представља ширење заразне болести људи узроковане новим сојем вируса грипа (тип А, подтип H1N1). Иако су тачно време и место избијања пандемије непознати, сматра се да се болест прво појавила у Мексику, а нови сој вируса је клинички идентификован 24. априла 2009. Изоловани случајеви болести су се убрзо појавили широм Мексика и САД. Због оваквог развоја догађаја Светска здравствена организација (СЗО) је 29. априла подигла ниво пандемијског степена приправности на 5. степен, док је пандемија званично проглашена 11. јуна исте године. Упркос нивоу приправности, СЗО је указала на то да се већина заражених људи потпуно опоравља без потребе за медицинском интервенцијом или антивирусним лековима. Од 24. априла до 6. маја у Мексику су биле затворене све школе и факултети, а такође су била одгођена сва јавна догађања. У САД је било затворено преко 400 школа због сумње на грип A (H1N1) међу ученицима.
За означавање болести је у почетку коришћен термин „свињски грип“. Због бојазни да ће употреба тог термина довести до смањене потражње за свињским месом, почели су да се користе и други називи за ово обољење: „мексички грип“, „нови грип“, „грип H1N1“, „северноамерички грип“, „новел грип“ и др.
Светска здравствена организација и друге референтне институције периодично извештавају о броју оболелих. Према извештају од 6. августа 2010. вирус H1N1 је био потврђен у више од 214 држава, а забележено је најмање 18.449 смртних случајева. У Србији је до јуна 2010, према подацима Националне референтне лабораторије за респираторне вирусе Института за вирусологију, вакцине и серуме „Торлак”, регистровано 706 случајева болести и 84 смртна исхода.

## Избијање заразе
Први потврђени случај заразе грипом A (H1N1) се догодио у градићу Ла Глорија у мексичкој држави Веракруз, када је 2. априла 2009. оболио четворогодишњи Едгар Енрике Хернандез Он се данас сматра „нултим пацијентом“, али се у међувремену потпуно опоравио од последица заразе. Од почетка марта 2009. овим градом је харао грип који је захватио око 60% локалног становништва, али није био уочен ниједан други случај грипа A (H1N1). Град Ла Глорија је смештен поред газдинства које узгаја и до милион свиња годишње, па су становници дуго негодовали због великог броја мува. Мексички институт за социјалну заштиту је почетком априла исте године изнео могућност да је мува изворни вектор заразе. Фирма „Smithfield Foods“ у чијем је власништву свињогојско имање је дала службено саопштење да није уочила симптоме грипа у свом стаду, нити међу својим запосленима, као и да је редовно обављала вакцинацију свиња и месечно испитивање на вирус грипа.
Болест је 18. марта 2009. први пут идентификована у главном граду Мексика као „стање слично грипу“. Мексичке власти су заразу прогласиле „закаснелим сезонским грипом“ који је изазван вирусом грипа тип Б. Међутим, 21. априла је Центар за контролу и превенцију болести у САД путем медија издао упозорење везано за два изолована случаја грипа A (H1N1). Прва два случаја су препозната и потврђена код двоје деце из Калифорније која су се разболела 28. и 30. марта. Нови сој је убрзо потврђен и у Мексику и тако повезан са претходним догађајима. Први смртни случај се догодио 13. априла исте године када је од дисајних компликација умрла жена са шећерном болешћу из Оахаке.

## Биолошке особине вируса
Прелиминарна истраживања су показала да узрочник пандемије грипа A (H1N1) поседује мешавину гена четири вируса: северноамеричког и евроазијског свињског грипа, северноамеричког птичјег грипа и хуманог грипа.
Мешање гена више сојева који нападају различите врсте до тада није био забележен код вируса који инфицирају популације људи или свиња. Ипак, геноми вируса грипа су познати управо по томе што се релативно лако рекомбинују јер су распоређени на 8 самосталних молекула РНК.

## Превенција
С обзиром на начин преношења вируса грипа A (H1N1), у циљу превенције ове болести саветовало се покривање носа и уста папирном марамицом током кашљања и кијања и бацање марамице у канту за отпатке. Осим тога, стручњаци су препоручивали прање руку текућом водом и сапуном, избегавање додиривања уста, носа или очију (с обзиром да су то примарна места уласка вируса), редовно проветравање просторија у којима се борави итд.
СЗО није саветовала ограничења у међународном саобраћају, нити затварање граница. Особама које су боравиле у земљама у којима је било случајева оболелих се препоручивало да активно прате своје здравствено стање и да спроводе упутства и мере које доносе здравствене власти њихових држава.
Ризик од заразе није био повезан са конзумирањем свињског меса. Упркос томе, многе државе попут Уједињених Арапских Емирата су биле забраниле увоз свињског меса, а египатски парламент је наредио хитно погубљење 300.000 свиња. То је довело до сукоба између власника свиња и полиције у Каиру.
Стручњак за грип Светске здравствене организације, Кеиђи Фукуда, је 28. априла 2009. изјавио да је тада већ било прекасно за сузбијање грипа. Он је сматрао да се државе требају усредоточити на смањивање последица заразе. Указивао је и на неучинковитост затварања државних граница са циљем спречавања ширења инфекције. Упркос томе, многе државе су својим грађанима саветовале избегавање путовања у погођена подручја света. На појединим аеродромима је било најављено прегледање путника.

## Симптоми болести и лечење
Симптоми заразе грипом A (H1N1) укључују:
- повишену телесну температуру
- кашаљ
- цурење из носа
- бол у грлу
- болове у мишићима и костима
- главобољу
- умор
- мучнину и повраћање.[38][39]

Неки научници тврде да клинички спектар обољења узрокованог вирусом грипа A H1N1 није довољно јасан, односно да ће се права клиничка слика знати када се вирус прошири на већи број људи у глобалној популацији.
За разлику од уобичајених случајева грипа који доводе до смрти првенствено старијих особа и мале деце, овај сој изазива смртне последице код млађих људи. Једно од објашњења је да вирус код младих људи са активнијим имунским системом узрокује тзв. цитокинску олују. Друго објашњење су дале студије о ранијим пандемијама које су пронашле везу између стопе смртности и развијености система здравствене заштите.
Претходно препоручене вакцине против обичног грипа, укључујући и оне за сезону 2009/2010, су се показале неучинковитима у борби против новог соја. Светска здравствена организација је објавила како је нови вирус осетљив на лекове оселтамивир („Тамифлу“) и занамивир („Реленза“) који имају и превентивни учинак за вирус грипа типа А. Међутим, вирус је отпоран на амантадин и римантадин.

## Пандемија
Званичници Светске здравствене организације су још у раној фази избијања заразе изразили забринутост да би она могла задобити пандемијске размере. Разлози за то су били следећи:
- У питању је био нови сој вируса грипа на који популације људи још нису биле вакцинисане, нити су имале прилику да буду природно имунизоване.[47]
- Било је потврђено да се зараза преноси са човека на човека.[48]
- Из још неутврђених разлога болест је убијала младе и здраве одрасле људе,[49] што подсећа на пандемију шпанског грипа 1918.

Главни критеријум за одређивање тежине пандемије инфлуенце је број оболелих људи са тешком клиничком сликом и број смртних случајева, као и вирулентност самог вируса. Државе у којима се инфекција појавила у сарадњи са СЗО су предузимале и предузимају мере контроле и сузбијања болести у складу са акционим планом пре и током пандемије грипа (испитивање свих сумњивих случајева обољења, изолација и лечење оболелих, вирусолошка и епидемиолошка истраживања и проучавање путева преношења).